# Gonsalwy Viñes Masip
Gonzalo Viñes Masip (ur. 19 stycznia 1883 w Xàtivie, zm. 10 grudnia 1936) – błogosławiony Kościoła katolickiego.
Ukończył szkołę średnią, a następnie wstąpił do seminarium w Walencji. W 1906 roku, mając 23 lata, otrzymał święcenia kapłańskie. Był historykiem, poetą, badaczem, dziennikarzem i pisarzem, a także pracował z młodzieżą. Został zamordowany podczas wojny domowej w Hiszpanii w dniu 10 grudnia 1936 roku.
Został beatyfikowany w grupie Józef Aparicio Sanz i 232 towarzyszy przez papieża Jana Pawła II 11 marca 2001 roku.